# Cama (zwierzę)
Cama – hybryda lamy oraz dromadera. Została wyhodowana w wyniku sztucznego zapłodnienia przez naukowców z Ośrodka Naukowo-Badawczego Reprodukcji Zjednoczonych Emiratów Arabskich, badających, jak blisko związane są ze sobą te dwa zwierzęta. Dromader jest sześciokrotnie cięższy od lamy, dlatego w tym przypadku było wymagane sztuczne zapłodnienie samicy lamy. Próby zapłodnienia samicy dromadera przez samca lamy zakończyły się niepowodzeniem. Urodzona cama była mniejsza niż młode lamy, miała krótkie uszy, długi ogon jak u dromadera, brak garbu oraz podobne kopyta jak u lamy.
W wieku czterech lat cama uzyskała dojrzałość seksualną i zaczęła się interesować samicami lam i guanako. Ponieważ wielbłądy i lamy mają 74 wspólne chromosomy, naukowcy mają nadzieję, że cama będzie płodna.